# Synagoge (Groß-Gerau)

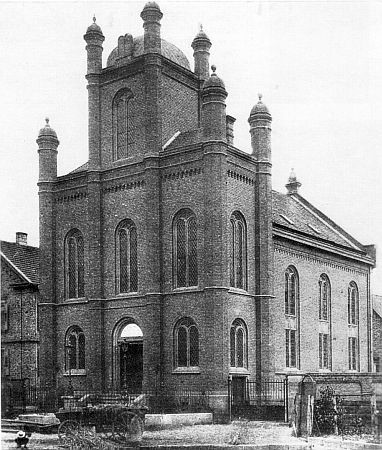
Synagoge in Groß-Gerau, um 1900

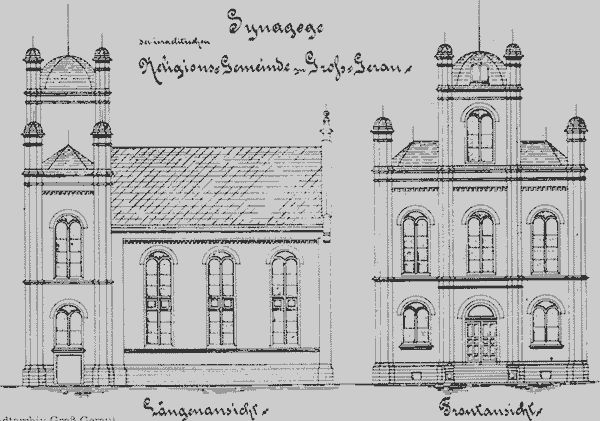
Synagoge in Groß-Gerau, Architektenzeichnung

Die Synagoge in Groß-Gerau, der Kreisstadt des Landkreises Groß-Gerau im südlichen Rhein-Main-Gebiet (Hessen), wurde 1892 errichtet und während der Novemberpogrome 1938 zerstört. Die Synagoge befand sich in der Frankfurter Straße.

## Geschichte
Die jüdische Gemeinde Groß-Gerau erhielt 1738 die Erlaubnis eine neue Synagoge zu errichten. Im Hof der damaligen Schafstraße wurde sie gebaut.
Diese Synagoge wurde für die nun größere jüdische Gemeinde zu klein und deshalb musste eine neue Synagoge errichtet werden. Die Pläne entwarf der Kreisbautechniker Lohr und die feierliche Einweihung fand 1892 statt.

## Architektur
Der zweigeschossige Backsteinbau hatte eine Westfassade, die in drei Teile gegliedert war. Der Mittelrisalit überragte die beiden seitlichen und wurde von einer flachen Kuppel bekrönt. Ein breites Gesims umlief das Gebäude unterhalb des Daches und die Gebotstafeln befanden sich auf diesem Mittelrisalit. Die drei Risalite wurden von polygonalen Pfeilern gerahmt, die jeweils kleine Laternen mit Kuppelbedachung trugen. Der Rundbogenstil wird sichtbar an den vielen Fenstern und die überkuppelten Pfeiler sind Stilelemente der orientalisierenden Architektur.

## Zeit des Nationalsozialismus
Die Synagoge wurde bereits im August 1934 geschändet. Der letzte Gottesdienst fand im August 1936 statt.
Beim Novemberpogrom 1938 wurde die Synagoge von SA-Männern verwüstet und in Brand gesteckt. Die Synagogenruine wurde Anfang 1939 abgebrochen und das Grundstück zur Grünanlage mit Parkplatz umgewandelt.

## Gedenken
1978 wurde ein Gedenkstein am Platz der ehemaligen Synagoge aufgestellt. Die Inschrift lautet: Hier stand das 1892 erbaute Gotteshaus der jüdischen Gemeinde. Es wurde am 9. November 1938 auf Befehl eines unmenschlichen Regimes zerstört. Den Lebenden zur Mahnung. Die Kreisstadt Groß-Gerau.